# 유엔 총회 결의 62/167
유엔 총회 결의 62/167은 "조선민주주의인민공화국의 인권 상황(Situation of Human Rights in the Democratic People's Republic of Korea)"을 주제로 2007년 12월 18일 제62차 유엔 총회에서 채택된 유엔 총회 결의이다. 이 결의는 찬성 101, 반대 22, 기권 59, 불참 10으로 통과되었으며, 대한민국은 노무현 정부의 방침에 따라 기권하였다. 유엔 총회는 이 결의를 통해 조선민주주의인민공화국 내 조직적이고 광범위하게 지속되는 심각한 인권 문제에 대한 깊은 우려를 표명하였고, 조선민주주의인민공화국 정부에 기본적인 인권과 자유를 존중해 줄 것을 촉구하였다.

## 투표 결과
| 투표 | 수  | 국가 |
| ---- | --- | --- |
| 찬성 | 101 | 아프가니스탄, 알바니아, 안도라, 아르헨티나, 아르메니아, 오스트레일리아, 오스트리아, 바하마, 바레인, 방글라데시, 벨기에, 벨리즈, 부탄, 보스니아 헤르체고비나, 브라질, 불가리아, 부룬디, 캄보디아, 칠레, 코스타리카, 크로아티아, 키프로스, 체코, 덴마크, 엘살바도르, 적도 기니, 에리트레아, 에스토니아, 피지, 핀란드, 프랑스, 조지아, 독일, 가나, 그리스, 그레나다, 온두라스, 헝가리, 아이슬란드, 이라크, 아일랜드, 이스라엘, 이탈리아, 일본, 요르단, 카자흐스탄, 케냐, 키리바시, 라트비아, 레바논, 레소토, 라이베리아, 리히텐슈타인, 리투아니아, 룩셈부르크, 마다가스카르, 말라위, 몰디브, 몰타, 마셜 제도, 모리타니, 멕시코, 미크로네시아 연방, 몰도바, 모나코, 몬테네그로, 모로코, 나우루, 네덜란드, 뉴질랜드, 노르웨이, 팔라우, 파나마, 파푸아뉴기니, 파라과이, 페루, 폴란드, 포르투갈, 루마니아, 사모아, 산마리노, 사우디아라비아, 세르비아, 슬로바키아, 슬로베니아, 스페인, 스리랑카, 스웨덴, 스위스, 마케도니아 공화국, 동티모르, 통가, 터키, 투발루, 우크라이나, 영국, 탄자니아, 미국, 우루과이, 바누아투 |
| 반대 | 22  | 알제리, 벨라루스, 중화인민공화국, 쿠바, 조선민주주의인민공화국, 이집트, 기니, 인도네시아, 이란, 라오스, 리비아, 말레이시아, 미얀마, 오만, 러시아, 소말리아, 수단, 시리아, 우즈베키스탄, 베네수엘라, 베트남, 짐바브웨 |
| 기권 | 59  | 앙골라, 앤티가 바부다, 바베이도스, 볼리비아, 보츠와나, 브루나이, 부르키나파소, 카메룬, 카보베르데, 중앙아프리카공화국, 차드, 콜롬비아, 콩고, 코트디부아르, 콩고 민주 공화국, 지부티, 도미니카 연방, 도미니카 공화국, 에콰도르, 에티오피아, 과테말라, 가이아나, 아이티, 인도, 자메이카, 쿠웨이트, 키르기스스탄, 말리, 모리셔스, 모잠비크, 나미비아, 네팔, 니카라과, 니제르, 나이지리아, 파키스탄, 필리핀, 카타르, 대한민국, 르완다, 세인트키츠 네비스, 세인트루시아, 세인트빈센트 그레나딘, 상투메 프린시페, 세네갈, 시에라리온, 싱가포르, 솔로몬 제도, 남아프리카 공화국, 수리남, 에스와티니, 타이, 토고, 트리니다드 토바고, 투르크메니스탄, 우간다, 아랍에미리트, 예멘, 잠비아 |
| 불참 | 10  | 아제르바이잔, 베냉, 코모로, 가봉, 감비아, 기니비사우, 몽골, 세이셸, 타지키스탄, 튀니지 |
| 총계 | 192 | – |

## 대한민국 기권 과정 논란

### 송민순 회고록 폭로 파문

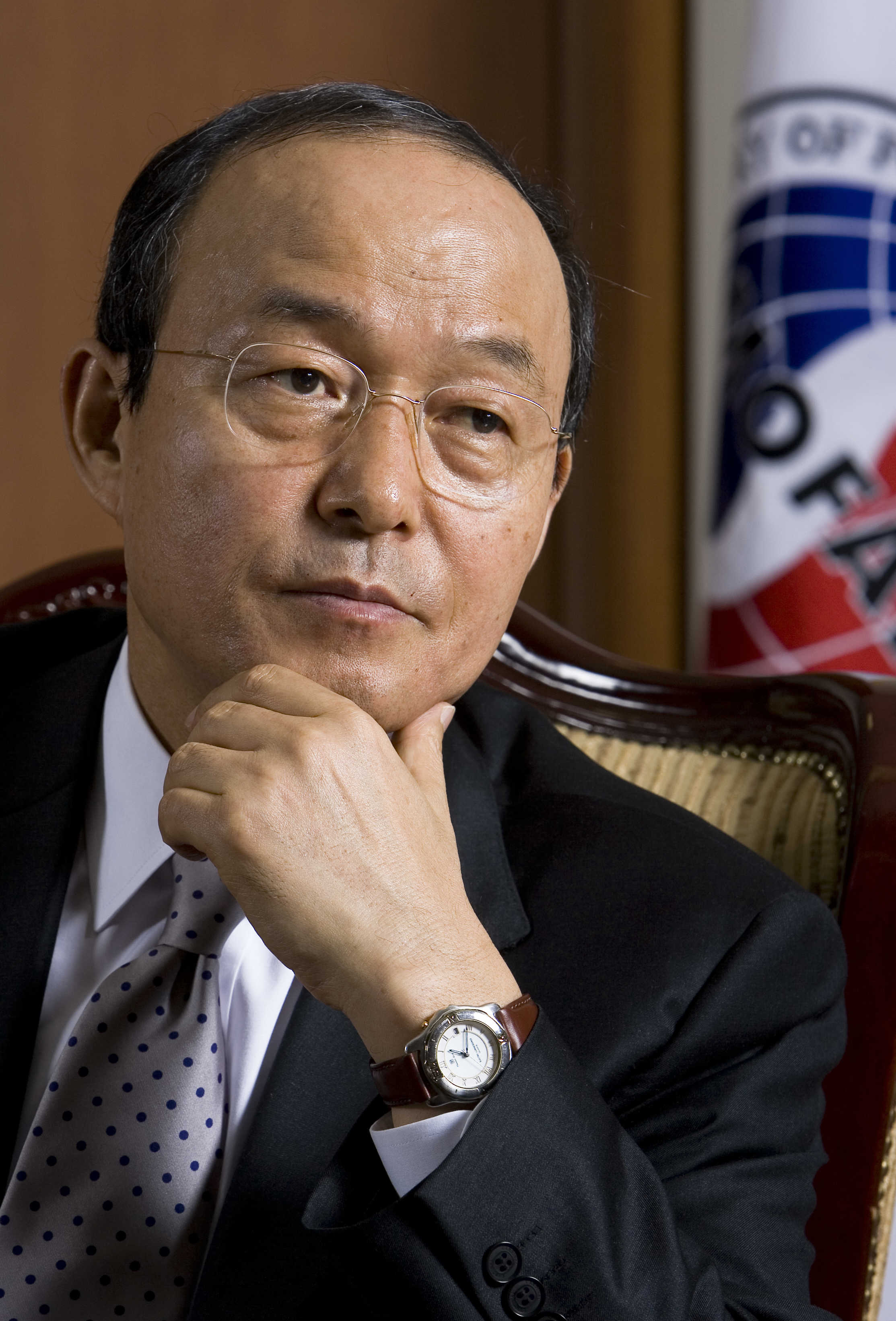
송민순 전 외교통상부 장관

노무현 정부에서 외교통상부 장관을 지냈던 송민순이 2016년 발간한 회고록에서, 문재인 당시 대통령 비서실장이 2007년 12월 18일 제62차 유엔 총회 대북 인권결의안에 대한 대한민국 정부의 투표 방침을 당사자인 조선민주주의인민공화국 측에 사전 문의 후 결정하도록 주장했다고 폭로해 파문이 일었다. 송민순은 2007년 11월 18일 관계 장관 회의에서 북측의 의견을 확인해보자고 정한 후 북측에 의사를 물었고, 20일에 북측의 반대 의사를 확인하고 기권 입장을 최종 결정했다고 밝혔다.
한편, 정부 외교·안보 수뇌부 간 입장 차가 좁혀지지 않자, 문재인이 김만복 당시 국정원장의 제안을 수용해 북한의 의견을 사전에 물어보자고 회의를 정리했다는 이야기도 제기되었다. 반면에 김만복 전 국정원장은 자신이 그런 제안을 한 적이 없다고 주장하고 있어 이에 대한 기억은 엇갈렸다. 설사 문재인이 회고록 내용대로 발언했더라도 '기권 결정은 16일 회의에서 최종 결정됐던 것'이라는 다른 회의 참석자 주장을 감안하면 이는 '사전 협의'가 아닌 '통보'로 해석할 수 있다고 보는 의견도 있었다. 또한 송민순의 주장을 입증할 추가 자료를 찾기 어렵다는 문제도 제기되었다.

### 미국 측 기록
그러나 당시 주한 미국 대사였던 알렉산더 버시바우가 유엔 대북 인권 결의안 표결 이틀 전인 2007년 11월 19일 조중표 외교부 1차관을 찾아와 "한국이 찬성 투표해 줄 것"을 마지막으로 요청했지만 명확한 답을 듣지 못한 것으로 전해졌으며, 송민순도 회고록에 이 내용을 똑같이 쓴 것으로 알려져 관련 파문은 가시지 않았다. 기밀문서 폭로 사이트인 위키리크스에 의하면, 대한민국 외교부 담당자가 주한 미국 대사관 정무참사관과 만난 자리에서 대한민국이 기권하기로 한 최종 결정은 표결하기 두 시간 전에야 이뤄졌다고 밝혀, 표결 직전까지 미국에 대북 인권결의안 기권 결정이 알려지지 않았던 것으로 드러났다. 미국 측은 표결 직전까지 우방국과 결정 내용을 공유하지 못한 것에 대해 유감을 표명했다고 알려졌다.
즉, 문재인 측의 주장대로 16일에 기권 결정 후 18일에 북측에 통보를 했든, 송민순의 회고록대로 18일에 북측에 의사를 묻고 20일에 답변을 받은 후 기권을 결정했든, 미국 측에는 정보 공유를 하지 않고 조선민주주의인민공화국과는 긴밀히 협의하고 있었다는 것이기 때문에, 이에 대한 논란이 제기되었다.

### 문재인의 해명 및 항변
2016년 10월 17일 문재인은 이러한 논란들에 대해 "인권결의안에 관한 사안은 기억에 거의 없는 상황"이고 "사실관계는 당시를 잘 기억하는 분들에게 물으세요"라고 해명했다.
2017년 1월 15일 문재인은 조선일보와의 인터뷰에서 "당시 회의는 안보실장이 주재하는 회의였고, 비서실장(본인)은 단지 참관하는 역할이었을 뿐 결정을 내릴 입장이 아니다."라고 반론하였다. 해당 논란은 송민순 전장관의 주관적인 착오에서 비롯된 일이라 일축하였다. 당시 배석자였던 김장수 전 국방장관, 이재정 전 통일부 장관, 김만복 전 국정원장, 송민순 전 외교부장관의 기억과 기록이 이와 다르다는 점이 이를 뒷받침하고 있다. 또한 문재인은 이러한 문제 제기에 대해 "우리가 새누리당처럼 북한과 내통해 우리 군에 총질해 달라는 반역죄라도 지었나. 10년 전 일에 대한 한 사람의 주관적인 회고록을 가지고 한 건 잡았다는 듯이 구시대적 색깔론을 들이대며 혹세무민하는 행태, 부끄럽지도 않나"고 일갈했다. 또한 종북 논란에 대하여 "특전사 출신인 저보고 종북이라는 사람들, 병역기피하고 방산비리 저지르는 자들이 진짜 종북"이라 맞대응했다.
2017년 2월 9일 문재인은 JTBC 썰전에서 "외교부장관이 찬성에 대해 북한도 반발하지 않을거라고 주장했다. 북한이 반발하지 않는다면 당연히 찬성해야지. 외교부 체면도 서고 보수층 지지도 얻을 수 있고. 그렇다면 찬성으로 갈 참이니까 확인해보자 해서 국정원이 북한의 입장을 확인한건데 국정원의 답변은 북한 반발이 심할 것 같고 후속회담에 차질이 있을 수 있다고 했다. 그렇다면 기권이다가 됐다. 전과정에 대해 외교부장관 본인도 동의했다"고 해명했다.
2017년 4월 19일 문재인은 KBS 대선 토론에서 "국정원을 통해 북한이 어떤 태도를 취할지 파악을 해봤다는 것이다. 북한에 물어보는 것이 아니라. 국정원이 해외라든지 휴민트 등 많은 정보를 가지고 있다. 그래서 국정원 통해 북한의 반응을 판단해 보도록 했다 그런 뜻이다.국정원 자체 정보망을 가동한 것이다. 여러 가지 해외에 있는 정보망, 휴민트 등 국정원 정보망이 많다. 외교부도 당시엔 자신들 정보망에 의하면 북한이 인권결의안 찬성에 대해 반발하지 않을 것이라고 나름의 외교부 정보망으로 판단을 한 것이다. 그러면 국정원 측의 판단은 어떠냐, 그렇게 판단을 구하게 된 것이다."라고 해명했다.
2017년 4월 22일 문재인은 울산 롯데백화점 광장에서 열린 유세장에서 "북한에 먼저 의견을 물은 것이 아니라 이미 기권 결정을 내린 후 북한에 통보했다"고 해명했다.

### 해명 번복 주장 논란
한편, 문재인이 '선 기권, 후 통보'라고 말했던 것이 나중에 '선 문의, 후 기권'으로 말이 바뀌는 등 해명에 일관성이 없다는 지적이 있었다.
하태경은 문재인이 말 바꾸기를 하고 있다고 주장하며, "국민들을 바보로 아는 것인가. 이렇게 다른 얘기를 해놓고 들키지 않고 넘어갈 수 있다고 본 것인가"라고 비판했다. 이어 "2007년과 똑같은 상황이 벌어지면 또 북한에 물어보고 결정할 것인가"라며 "사드 문제도 다음정부로 넘기자고 했는데 그것도 북한에 물어보고 넘길 텐가"라고 지적했다.
2017년 4월 19일 밤 진행된 제2차 대통령선거 후보 토론회에서 송민순 전 외교통상부 장관 회고록 논란이 다시 한 번 테이블 위에 올라왔다. 한편, 머니투데이 측의 팩트 체크 기사에서 실제 '썰전' 발언 내용을 복기한 결과, "국정원에게 북한에 물어보고, 확인하게 했다"는 발언을 문재인이 한 적이 없으며, 유 후보 보다는 문 후보의 말에 발언 내용이 더 가까웠다고 분석하였다.

### 송민순의 청와대 문건 공개

2007년 11월 유엔 인권결의안 투표와 관련된 조선민주주의인민공화국 측 반응을 정리해 노무현 대통령에게 전달됐던 청와대 문건

문재인 측이 관련 의혹을 계속 부인하자, 송민순은 중앙일보와의 인터뷰에서 반박 문건을 제시하며 비판 수위를 높였다. 송민순은 "김만복 당시 국정원장이 북한에서 받은 내용을 정리한 것이다. 문서에 찍힌 로고는 청와대 마크다. 싱가포르를 방문 중인 노무현 대통령에게 안보실장이 20일 저녁 6시30분에 접수해 대통령에게 보고했다는 내용이 서류 밑에 적혀 있다."며 2007년 11월 인권결의안 투표와 관련된 북한 측 반응을 정리해 당시 노무현 대통령에게 전달됐던 청와대 문건을 공개하였다. 청와대 문건에는 인권결의안을 통과시킬 시 남북관계에 위태로운 사태가 초래될 수 있다는 조선민주주의인민공화국 측의 경고가 적혀있었다.
문재인은 이른바 '송민순 메모지'는 선거 때마다 도지는 색깔론 공세라며, 특히 안철수 후보를 겨냥해 기존 야권까지 색깔론에 가세했다고 비판하였다. 또 문재인 측 진성준 TV 토론단장은 SNS에 사전 문의 의혹이 사실이라 하더라도 탐색전 차원에서 북한의 정확한 의중을 파악한 게 뭐가 문제냐는 내용의 글을 올렸다가 논란이 일자 삭제하였다.
한편 이종석 전 통일부 장관은 노무현 정부 시절의 안보정책 의사결정 구조상, 송민순 전 외교부장관의 주장에는 모순이 있다고 말했다.
또한 김연철 인제대 통일학부 교수는 애초 주장 자체의 모순점을 지적했다. 김 교수는 “북한에 물어보고 말고 할 사안이 아니다”며 “결정이 내려진 상황에서, 국정원이 북한의 반응을 탐색할 수 있다. 그 결과를 송민순에게 왜 보여주었겠는가? 상황파악 좀 하라는 뜻”이라고 당시 상황을 해석했다. 그는 “노무현 대통령은 통일부의 기권 입장을 받아들였지만, 끝까지 외교부 장관의 체면과 위신을 살려주려 최선의 노력을 다했다”고 말했다.
2017년 4월 24일, 문재인 더불어민주당 대선후보측은 송민순 전 외교부 장관을 출판물에 의한 명예훼손과 후보자 비방 공직선거법 위반, 대통령기록물 관리에 관한 법률 및 공무상 비밀 누설 혐의로 형사고발 조치했다.

### 김만복 녹음파일 공개
문재인이 지난 2007년 북한 인권 결의안에 대해 북한 측에 기권이 아닌 '찬성한다'는 의견을 북한에 확인했다는 김만복 전 국정원장의 육성파일이 2017년 4월 22일 공개됐다. 하태경 바른정당 의원은 이날 여의도 당사에서 기자회견을 열고 이 같은 내용이 담긴 김 전 국정원장과 일요신문의 지난 3월 31일 통화 녹음 내용을 공개했다.

### 당시 회의록 공개
문재인 더불어민주당 대선 후보 측은 4월 23일 이른바 ‘송민순 문건’ 논란과 관련 자료를 두 건 공개하면서 반격에 나섰다. 지난 2007년 11월 16일 노무현 대통령이 주재한 회의 내용 일부와 이틀 뒤인 11월18일 청와대 서별관에서 개최된 외교안보 간담회 배석자의 기록이다.
문재인 후보 측 김경수 대변인은 이날 자료를 공개하면서 “외교안보·남북관계 관련 기록과 자료를 공실을 왜곡해 노무현 대통령과 참여정부의 명예를 훼손하고 있는 상황에서 이에 대한 대응을 위해 최소한의 범위에서 관련 자료와 기록을 밝히는 바”라며 자료를 공개했다.
이에 대해 바른정당 하태경 의원은 문재인 측이 또다시 거짓말 돌려막기를 하고 있다고 맹비난했다. 하태경은 북한의 입장을 확인한 것은 2007년 11월 16일 회의 이후 발생한 상황이므로 16일 회의록은 아무 의미가 없다고 주장하였다.  그는 "16일 안보정책조정회의에서 기권 쪽으로 가닥을 잡았어도 주무장관인 송민순 외교부 장관이 동의하지 않았기 때문에, 노무현 대통령이 18일 재논의를 지시하여 20일 저녁 싱가포르에서 노무현 대통령, 송민순 외교부 장관, 백종천 청와대 안보실장이 최종 미팅한 것"이라고 밝혔다. 하태경은 당시 천호선 청와대 대변인이 21일 브리핑에서 20일에 대통령이 기권을 결정했다고 공표한 사실을 지적해, 16일이 아닌 20일에 최종 결정이 이루어졌음을 분명히 하였다.
하태경의 지적대로 천호선 청와대 대변인은 2007년 11월 21일 노무현의 싱가포르 방문 당시 기자회견에서 "어제(20일) 저녁 늦게 송민순 외교통상부 장관과 백종천 청와대 안보실장이 유엔 대북결의안 문제에 대해 보고를 했고, 이에 대해 노 대통령이 기권 방침을 결정했다"고 밝힌 바 있다.
또한 문재인 측에서 공개한 18일 회의 메모에 따르면, 조선민주주의인민공화국 정부에 보내는 통지문 문안까지 검토했다고 돼있는데, 그래놓고 문재인이 토론에서 북측에 물어보지 않고 여러 가지 정보망을 통해 간접적으로 알아봤다며 거짓말을 하였다고 비난하였다. 이어 하태경은 문재인이 직접 '기권 방침 통보만 했을 뿐'이라고 해명하였는데, 18일 메모에는 그런 내용이 하나도 없으며, 오히려 찬성 입장을 밝히자는 얘기는 있다는 점도 지적하였다. 그는 18일 메모는 역으로 문재인의 거짓말을 입증할 뿐이라고 주장하였다.
송민순 전 외교부 장관 역시 "당시 대통령 비서실장이던 문 후보와 결의안 표결 직전인 20일까지 논의를 했다", "문 후보가 남북채널의 반응이 중요하니 보고 결정하자는 말을 했다"며 문재인 측의 해명을 반박하였다.

## 같이 보기
- 조선민주주의인민공화국의 인권